# 21649 Vardhana
21649 Vardhana (1999 NQ59) là một tiểu hành tinh vành đai chính được phát hiện ngày 13 tháng 7 năm 1999 bởi nhóm nghiên cứu tiểu hành tinh gần Trái Đất phòng thí nghiệm Lincoln ở Socorro. Was được đặt theo tên của Anarghya Vardhana, for her second place finish in the mathematics category ở the 2006 Giải thưởng Khoa học và Kỹ thuật Intel for her work in number theory.